# Popular music statunitense

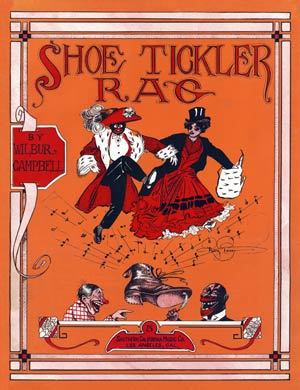
Shoe Tickler Rag, copertina dello spartito musicale del brano del 1911 di Wilbur Campbell

La popular music statunitense, a cui ci si riferisce anche con il termine musica popular statunitense oppure con la sua traduzione inglese American popular music, riguarda la tradizione della popular music degli Stati Uniti d'America. Tale paese vide il sorgere di stili musicali popolari che ebbero grande influenza nelle culture di tutto il mondo, includendo generi come ragtime, blues, jazz, swing, rock, R&B, doo-wop, gospel, musica soul, funk, heavy metal, punk, disco, house music, techno, salsa, grunge e musica hip hop. Inoltre, l'industria musicale americana vede un'ampia diversificazione, supportando anche numerosi stili di musica regionalistica come la zydeco, la klezmer e la slack-key.
Molti furono gli stili di popular music americana che emersero dai primi anni del XIX e nel XX secolo, sviluppando, con l'appoggio dell'industria musicale, una lunga serie di forme di musica che usavano elementi del blues o di altri generi folk. Questi stili musicali includevano la country, la R&B, la jazz e la musica rock. Tra i primi anni '60 e gli anni '70 importanti furono i cambiamenti nello sviluppo della popular music americana, con il formarsi di nuovi generi come heavy metal, punk, soul e hip hop. Sebbene questi stili non siano "popolari" nel senso di "mainstream", conservano comunque la caratteristica di usare registrazioni vendibili e mezzi di comunicazione. Tutti questi generi vengono quindi definiti popolari, in opposizione a quelle tradizioni più antiche che appartengono alla musica folk oppure alla musica colta. Gli spettacoli dei menestrelli venivano quindi erroneamente percepiti dal pubblico come spettacoli in stile afro-americano.

## Le prime forme di popular music

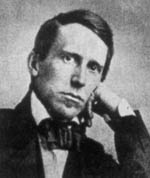
Uno dei primi cantautori statunitensi a raggiungere la popolarità, Stephen Foster

Le prime forme di popular music americane che travalicarono le musiche popolari nelle singole etnie o regioni, furono le canzoni da salotto sentimentali di Stephen Foster e dei suoi contemporanei, le musiche composte per i Minstrel show, produzioni teatrali che incontravano il cantato, la danza e le esibizioni comiche. In particolare, i minstrel show introdussero strumenti e danze africani abbinati ad attori con il volto dipinto di nero (blackface). Nella metà dell'800, le compagnie itineranti portarono questa musica non solo in tutti gli Stati Uniti, ma anche nel Regno Unito, nell'Europa occidentale ed a volte anche in Africa ed in Asia.

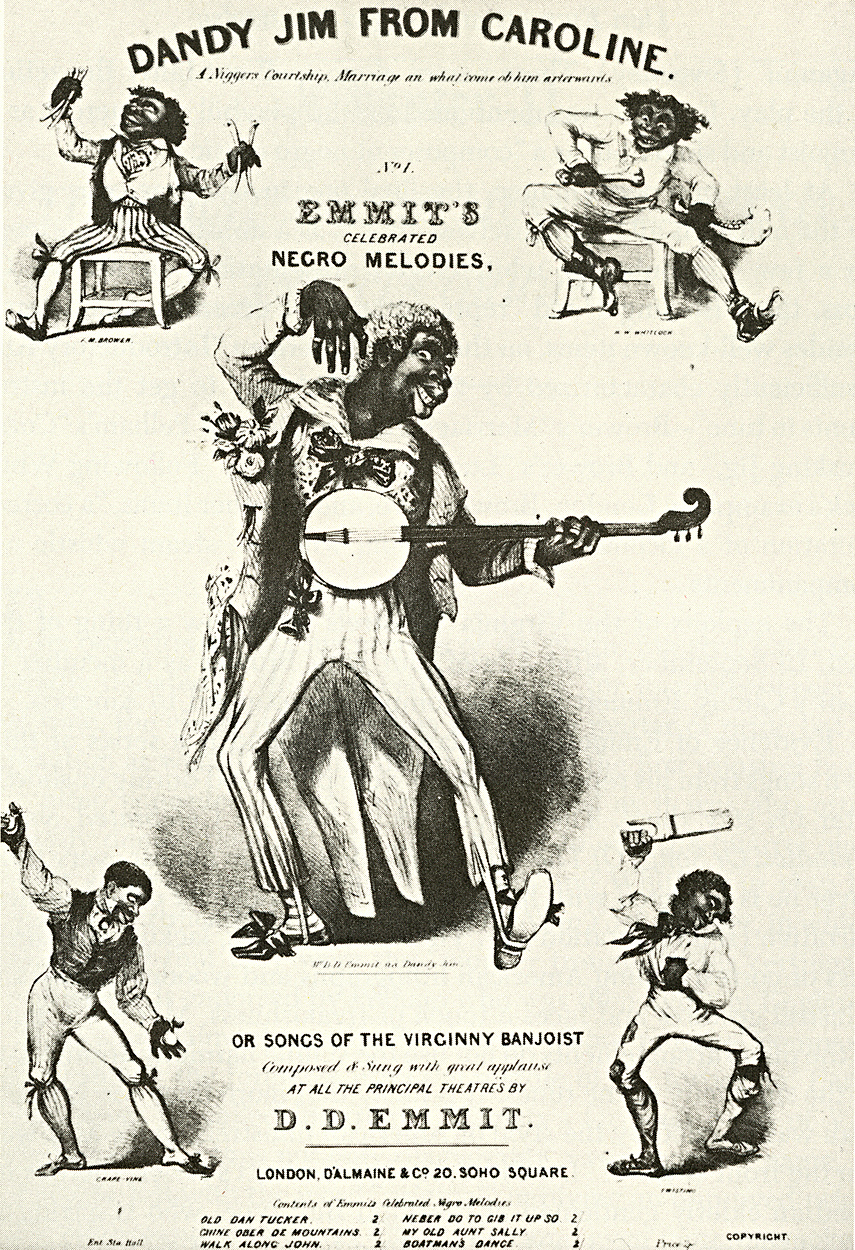
Spartiti di Dandy Jim from Caroline di Dan Emmett, Londra, c. 1844

Il contributo della popolazione afroamericana alla costruzione della cultura popolare del suo Paese, viene fatta risalire a qualche anno prima della guerra civile, e cioè al African Grove Theatre di New York degli anni '20 ed alla pubblicazione delle prime composizioni di musicisti neri come Francis Johnson nel 1818. Anche queste importanti figure dovevano ancora rientrare nelle convenzioni della musica europea. La prima canzone da minstrel show ad avere vasta popolarità fu "Jump Jim Crow" di Thomas "Daddy" Rice, che risale al 1832 e riscosse grande successo a Londra,  nel 1836. Rice si ispirava a  una danza che aveva copiato da un giovane, su un'aria riadattata da un Giga irlandese.Gli elementi afro includevano l'utilizzo del banjo, che si pensava derivasse dall'Africa occidentale, e ritmiche addizionali. Molte delle canzoni dei minstrel show vengono ricordate ancora oggi. È il caso di Daniel Emmett o Stephen Foster, che viene considerato da David Ewen "fra i primi maggiori compositori americani, ed uno dei maggiori scrittori di canzoni del mondo". Le canzoni di Foster erano tipiche dell'epoca dei minstrel ed esprimevano sentimentalità e accettazione della schiavitù. Nondimeno, Foster fece più di altri autori del periodo per umanizzare i neri di cui parlava: "Nelly Was a Lady" è una canzone melanconica che parla di un uomo di colore che si addolora la perdita di sua moglie.
I minstrel show marcano l'inizio di una lunga tradizione musicale afroamericana popolare, e furono inoltre la prima forma musicale americana ad essere acclamata a livello internazionale nel XIX secolo. Come fa notare Donald Clarke, i minstrel show contenevano "l'essenzialità della musica nera, nel momento in cui le azioni più importanti erano fatte dai bianchi, così queste canzoni e queste danze di origine nera, venivano imitate da esecutori bianchi per poi essere ripresi da quelli neri, i quali chiusero il cerchio imitando se stessi". Clarke attribuisce l'uso del blackface ad un desiderio dei bianchi americani di glorificare l'esistenza brutale sia dei neri liberi che degli schiavi dipingendoli come felici e spensierati.
I minstrel show continuarono ad avere popolarità per gran parte del XIX secolo, decadendo gradualmente con l'inizio del XX. Durante questo periodo, sorse una forma di teatro prodigo ed elaborato chiamato Extravaganza e inaugurato da Charles M. Barras' in The Black Crook Questo genere di spettacoli fu molto criticato dalla stampa e dalle chiese del periodo perché erano considerati sessualmente stimolanti e provocatori, con donne che cantavano canzoni oscene vestite con abiti trasparenti. David Ewen li descrisse come l'inizio di "lunghe ed attive carriere nello sfruttamento sessuale" del teatro musicale e nella canzone popolare americana. Più tardi l'extravaganza prese elementi dagli spettacoli di Burlesque, che erano produzioni satiriche e parodistiche che divennero molto celebri nel XIX secolo.
Come le Extravaganze e i Burlesque, i varietà erano produzioni comiche, popolari dalla metà alla fine del XIX secolo, ed evolutesi poi nel vaudeville. Questa formula fu importata dal produttore Tony Pastor che provò ad incoraggiare donne e bambini ad assistere agli spettacoli; Queste fasce di pubblico erano esitanti perché il teatro fu a lungo frequentato da una folla ruvida e disordinata, ma ben presto il vaudeville li introdusse a questo tipo di intrattenimento, dando la possibilità a cantanti come Gus Edwards di scrivere canzoni rimaste poi nei secoli. Uno dei più popolari vaudeville fu il Ziegfeld Follies, una serie di canzoni e trovate che ebbero molta influenza sullo sviluppo del musical di Broadway e sulla musica della Tin Pan Alley.

### Tin Pan Alley

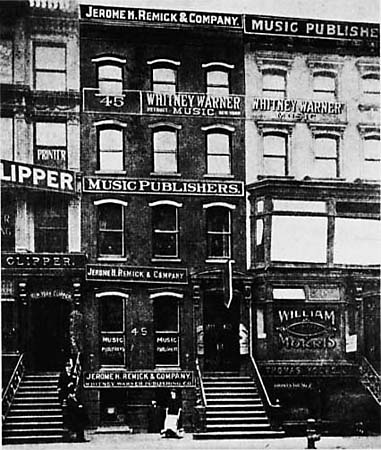
Editoriali di Tin Pan Alley nei pressi di Broadway

La Tin Pan Alley fu una zona di Union Square a New York, in cui si sviluppò il maggior centro di case editrici musicali della metà degli anni '90 del 1800. I compositori di questo periodo scrivevano canzoni banali o ballate sentimentali. In questo periodo si sviluppò il senso di coscienza nazionale e gli USA divennero una potenza mondiale riconosciuta, specialmente dopo la guerra ispano-americana e le canzoni contribuirono a divulgare queste idee.
Alcuni degli editori più famosi della Tin Pan Alley furono Willis Woodward, M. Witmark & Sons, Charles K. Harris, and Edward B. Marks e Joseph W. Stern. Stern e Marks divennero fra i più noti scrittori di canzoni ed iniziarono a scrivere assieme da appassionati nel 1894. Oltre alle canzoni popolari, alle famose ballate ed a altre canzoni, alcuni editori si specializzarono su cose ruvide e spinte. Coon song era un altro importante settore della Tin Pan Alley, derivato dalle canzoni moderate dei menestrellicon "una verve ed una elettricità" che potevano "già essere associate al ritmo regime". Il primo brano di Coon Song fu watered-down pubblicata nel 1883 e seguita da un'onda di cono shouters come Ernest Hogan e May Irwin.

### Broadway
I primi anni del XX secolo videro inoltre la crescita di Broadway, un gruppo di teatri specializzati nei musical. Broadway divenne uno dei centri più importanti al mondo di produzione di musical, producendo parallelamente un vasto coevo di canzoni, tanto che oggi viene considerato da Donald Clarke come l'età d'oro della canzone scritta. Il bisogno di adattare canzoni piacevoli ai vincoli del teatro e della drammaturgia, spinse ed incoraggiò alla crescita del songwriting ed alla affermazione di compositori come George Gershwin, Vincent Youmans, Irving Berlin e Jerome Kern. Questi scrittori di canzoni scrissero brani ancora oggi popolari e conosciuti come Great American Songbook.

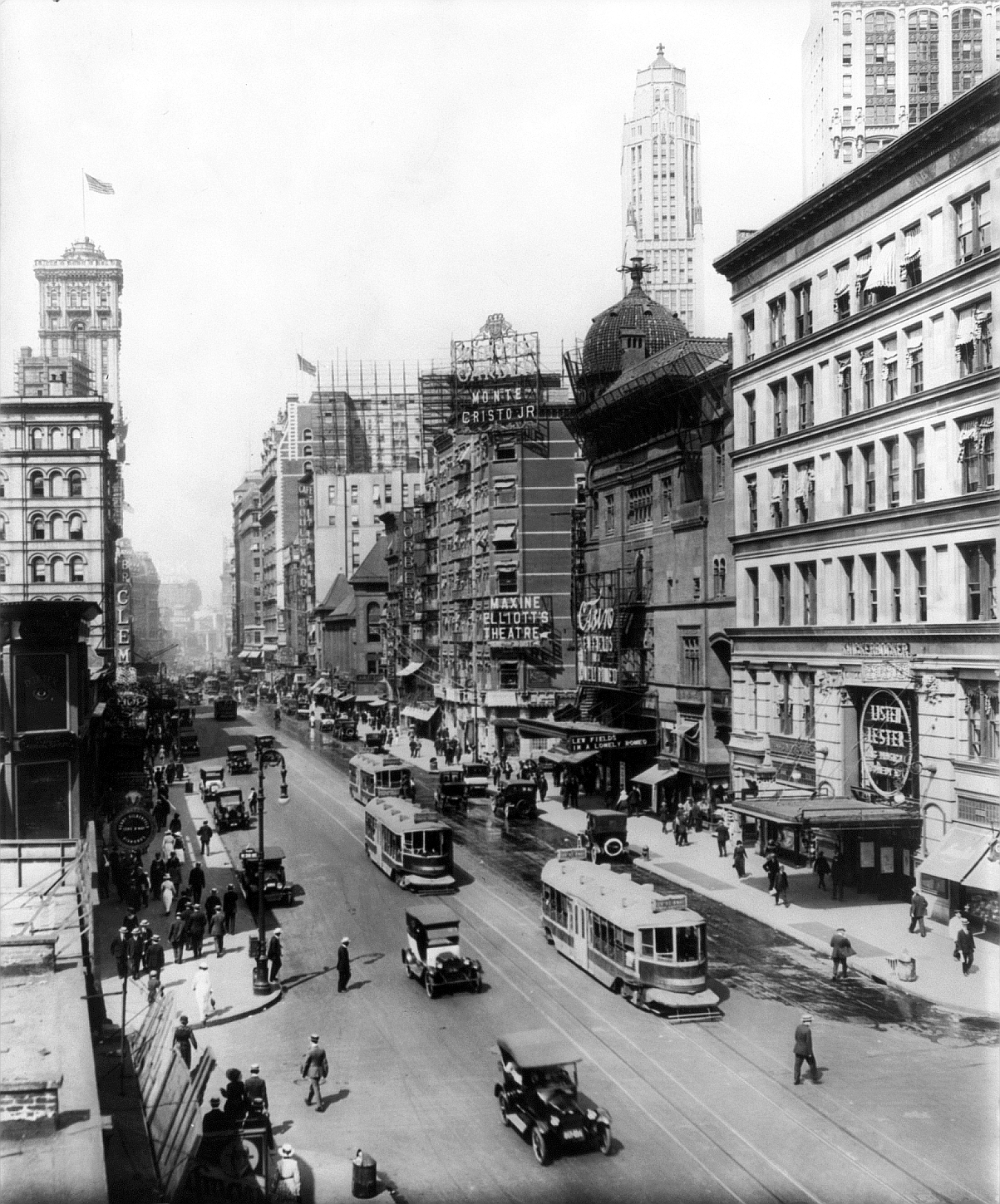
Il nord di Broadway dalla 38th St. mostra il Casino Theatre ed i Knickerbocker Theatre

Per tutto il XIX secolo, l'opera era molto seguita dalle classi alte, sebbene avessero un seguito anche altri stili di musical teatrali come l'operetta, la ballad opera e l'opera buffa. L'operetta inglese di Gilbert e Sullivan furono particolarmente popolari tanto che inizialmente i conoscitori americani faticarono a trovare un pubblico. George M. Cohan fu in primo compositore americano di musical teatrali,ed il primo a distaccarsi dall'operetta, menzionato spesso per aver usato per primo il linguaggio vernacolare nel suo lavoro. All'inizio del XX secolo comunque, scrittori di musica, compositori e musicisti neri ebbero un profondo influsso nel musica teatrale a partire dal lavoro di Will Marion Cook, James Reese Europe e James P. Johnson; Uno dei primi brani più conosciuti di musical nero fu Shuffle Along del 1921.
Le operette e le produzioni casalinghe importate sia dai bianchi come Cohan che dai neri come Cook, Europe e Johnson ebbero tutte una forte influenza formativa su Broadway. I compositori come Gershwin, Porter e Kern fecero della commedia musical teatrale, un passatempo, con un modo di sentire tutto americano che non dipendeva più dai modelli europei. La maggior parte di questi personaggi, fatta eccezione per Cole Porter, erano ebrei che discendevano dall'immigrazione del XIX secolo che seguì alle persecuzioni dell'Impero russo. Molti dei primi musicisti erano poi influenzati dalla musica nera, mettendo in mostra elementi del jazz come per In Dahomey; Molti dei compositori ebraici di questi lavori, videro connessioni tra la musica tradizionale degli afro-americani della blue note e la musica tradizionale ebraica.
Le canzoni di Broadway furono registrate nei primi anni del '900, ma non trovarono riscontro popolare al di fuori dei teatri che molto tempo dopo. They Didn't Believe Me di Jerome Kern fu una delle prime canzoni ad essere conosciuta in tutta la nazione. Le tarde innovazioni di Kern includevano una struttura delle storie più credibile di quelle piuttosto informi create in precedenza, a partire da Show Boat del 1927. George Gershwin fu poi a tutti gli effetti il compositore più influente di Broadway a partire da Swanee e dai lavori successivi per orchestra jazz. La sua composizione più longeva potrebbe essere Porgy and Bess, una storia su due neri che, nelle intenzioni di Gershwin era una sorta di "opera folk" e la creazione di un nuovo stile di teatro musicale basato su idiomi americani.

### Ragtime
Il Ragtime fu uno stile di musica da ballo basato sul pianoforte usato con ritmi sincopati e cromatismi. Uno dei più famosi compositori di questo genere fu indubbiamente Scott Joplin. Donald Clarke considera il ragtime come il culmine della coon song, usata in precedenza nei minstrel show e nei vaudeville, filtrate poi nelle logiche del mainstream. Suggerisce poi che il suono distintivo del ragtime potrebbe scaturire dalla attenta imitazione del banjo afro-americano, con l'uso però degli strumenti a tastiera.
A causa essenzialmente della natura afro-americana del ragtime, esso è comunemente considerato il primo stile della musica popolare americana appartenente alla black music. Le canzoni popolari ragtime furono scritte e pubblicate su spartito, ma lo stile generale fu suonato in modo informale in tutta la nazione. Questi musicisti amatoriali suonarono seguendo forme libere di ragtime che divenne così uno dei generi di maggior influenza per il primo jazz.

## Le prime registrazioni di musica popolare

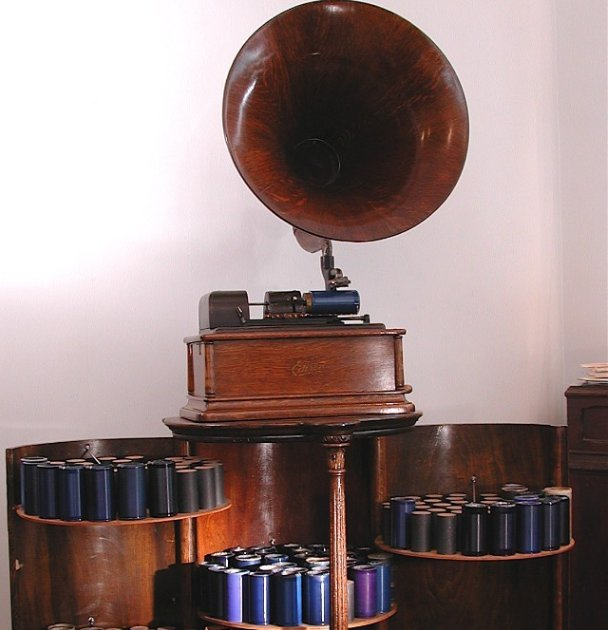
Il fonografo a cilindri di Thomas Edison

L'invensione del cilindro fonografico di Thomas Edison diede l'avvio alla nascita della musica registrata. Il primo cilindro ad essere inciso fu "Semper Fidelis" della Banda della Marina degli Stati Uniti. All'inizio i cilindri furono realizzati con parsimonia, ma con la crescita dei profitti dovuta alla vendita sempre in crescita, si incrementò la distribuzione. queste prime canzoni registrate erano un miscuglio di vaudeville, quartetti di musica da barbiere, marce, opera, novelli song ed altre arie popolari. Molti standard popolari ci arrivano da questo periodo: "The Good Old Summertime", "Shine On Harvest Moon" e "Over There". Iniziarono poi a circolare le prime grandi hits nel campo del jazz, inaugurate dalle registrazioni del 1917 della Original Dixieland Jass Band, e seguite da King Oliver's Creole Jazz Band, che suonò in uno stile jazz più autenticamente di New Orleans.
Per il blues passò molto tempo prima che di diventare parte della storia musica popolare registrata americana. Questo avvenne intorno al 1920, quando divennero molto popolari cantanti del classic female blues come Ma Rainey, Bessie Smith e Mamie Smith. La prima hit riconosciuta fu "Crazy Blues" di Mamie Smith. Questi cantando bluse di città cambiarono l'idea della musica popolare per la quale semplici canzoni dovevano essere suonate da chiunque, senza che fossero necessariamente associate al lavoro di un individuo. Esecutori come Sophie Tucker, conosciuta per "Some of These Days", furono associate alle loro hit, e la loro interpretazione individuale divenne importante tanto quanto la canzone stessa.
Allo stesso tempo, le case di registrazione come la Paramount Records e la OKeh Records lanciarono la race music, che era blues rivolto ad un pubblico afro-americano. Fra i nomi che ispirarono le successive generazioni in questo ambito, sono da ricordare Charley Patton, Lonnie Johnson e Robert Johnson.

### Il jazz popolare (1920-1935) e lo swing (1935-1947)
Il jazz è un tipo di musica caratterizzato da Blue note, sincopi, swing, canto e controcanto, poliritmie, Improvvisazione. Nato come genere di musica da ballo, il jazz fu a lungo considerato come un "genere musicale popolare e vernacolare, che solo più tardi divenne una sofisticata forma colta, trovando interazioni significative con la musica delle grandi sale da concerto". Lo sviluppo del jazz fu contemporaneo alla formazione del ragtime moderno, del blues, del gospel e del country ognuno dei quali deve essere visto come parte di un continuum senza demarcazioni nette fra loro; Il jazz, in particolare fu più profondamente correlato al ragtime, dal quale può essere distinto da un maggior uso di improvvisazioni ritmiche intricate, dove le note sono spesso piazzate lontane dalle battute. Le prime jazz band adottavano poi molto del vocabolario del blues, come le pieghe, le blue note, le rumoristiche strumentali e le sbavature.

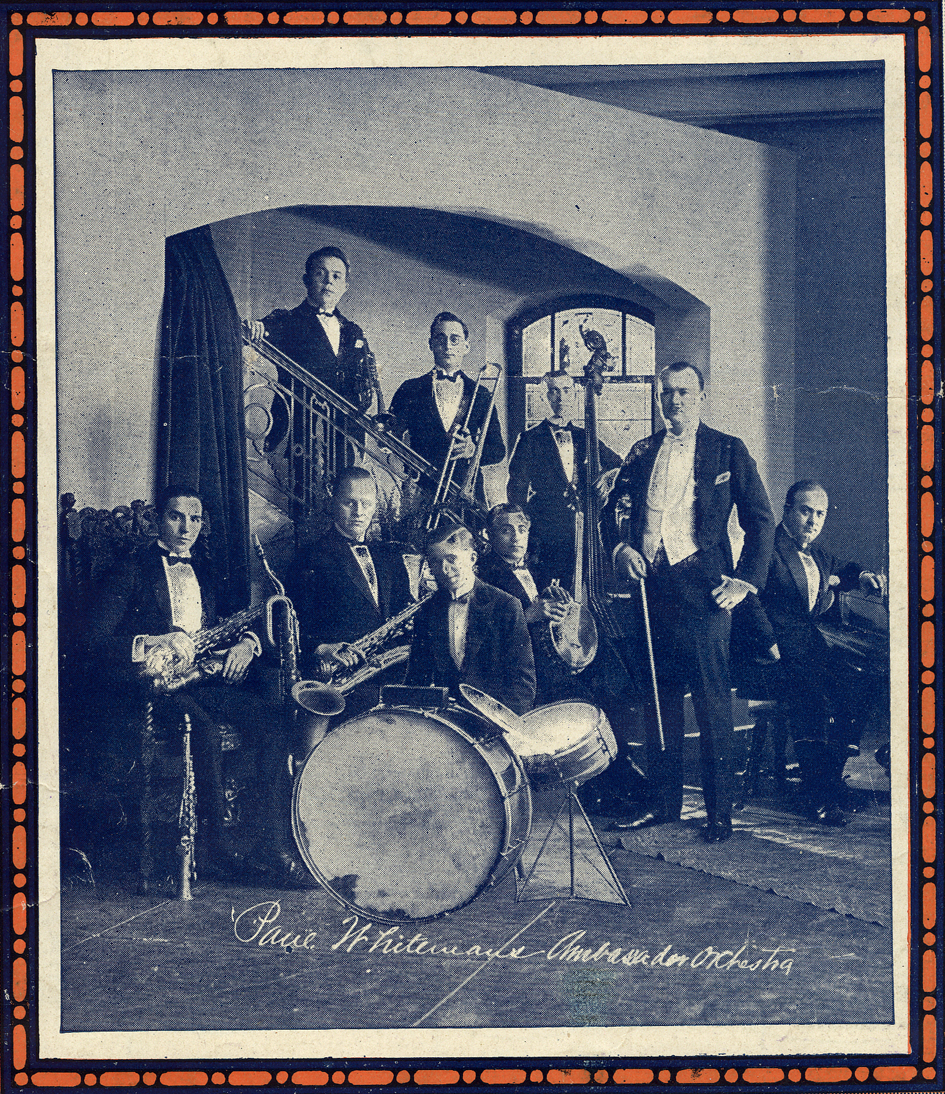
Paul Whiteman e la sua orchestra nel 1921. Dal frontespizio dello spartito di uno dei loro primi successi, Wang Wang Blues

Paul Whiteman fu il più famoso direttore di banda degli anni '20 e reclamò per se stesso il titolo di "The King of Jazz". Malgrado il suo impiego e quello di altri grandi musicisti jazz bianchi di questo periodo, le generazioni successive di amatori del jazz hanno spesso giudicato la musica di Whiteman come poco attinente al vero jazz. Nondimeno, l'introduzione della combinazione fra jazz e grandi orchestre è stata fu ripresa ripetutamente dai compositori e dagli arrangiatori dei decenni successivi.
Whiteman commissionò la Rapsodia in blu di Gershwin, che debuttò con la Whiteman's Orchestra. la band di Ted Lewis, negli anni '20, fu seconda in popolarità solo a Paul Whiteman e secondo alcuni il suo jazz era più vero e meno pretenzioso di quello di Whiteman, in particolari modo nelle registrazioni dei tardi anni '20. Altre jazz band di questo decennio furono quelle di Harry Reser, Leo Reisman, Abe Lyman, Nat Shilkret, George Olsen, Ben Bernie, Bob Haring, Ben Selvin, Earl Burtnett, Gus Arnheim, Rudy Vallee, Jean Goldkette, Isham Jones, Roger Wolfe Kahn, Sam Lanin, Vincent Lopez, Ben Pollack and Fred Waring.
Negli anni '20, la musica suonata da questi artisti fu estremamente popolare e veniva generalmente etichettata come jazz. Oggi questa tipologia di musica viene spesso disprezzata dai puristi del jazz ed etichettata come "sweet music". La musica che viene comunemente considerata oggi come jazz, tende ad essere suonata da minoranze. Negli anni '20 e '30 la maggioranza del pubblico americano ascoltava quello che oggi considereremmo come "sweet music", mentre il jazz più spinto era categorizzato come "hot music" oppure "race music".
L'etichetta più influente di questo periodo fu la Victor Talking Machine (RCA Victor dal 1928 in poi), che prima della morte di Eddie King avvenuta nel 1926, rappresentò un marchio determinante nello sviluppo del "sweet jazz". King era conosciuto negli ambienti come un autoritario che vietava di bere nel lavoro ed obbligava ad iniziare la lavorazione dalla musica scritta, ad eccezione degli assoli accettati dagli standard della musica popolare del tempo. Queste costrizioni irritavano molti musicisti jazz della Victor, e fecero di King uno dei massimi stereotipi della severità e delle limitazioni imposte dai produttori nel processo artistico.
Nel 1935 la musica swing soppiantò il jazz nel suo primato di popolarità. Il swing è caratterizzato da una forte sezione ritmica di contrabbasso e batteria, con tempi ritmici medi o veloci, ed unità ritmiche come la swung note. Il swing era un tipo di jazz degli anni '30 fuso con elementi del blues e della sensibilità più "pop" della Tin Pan Alley. Il swing usava band più numerose di altre tipologie di jazz, con un direttore d'orchestra che spesso scriveva gli arrangiamenti e scoraggiava l'improvvisazione che era stata una delle parti fondamentali della nascita del jazz. Sul finire dei '30 i cantanti assunsero un ruolo predominante, spesso parlavano al centro del palco, seguendo gli scioperi del American Federation of Musicians, che resero poi le registrazioni con band numerose costose e proibitive. Alla musica swing veniva accompagnato il ballo swing, che fu molto popolare i particolari modo fra i giovani neri americani.

### Le diversificazioni del blues e la sua popolarizzazione
Oltre al jazz popolare ed alla musica swing ascoltati dalla maggior parte degli americani, ci furono un certo numero di altri generi che trovarono popolarità all'interno di certi gruppi sociali, con un'audience che apparteneva a certe minoranze o a zone rurali. Nato negli anni '20, il blues vide la sua espansione fino agli anni '40, quando si diversificò in nuovi e diversi stili musicali. L'accelerazione del tempo con l'aggiunta di uno stile più energico portò al rhythm and blues (R&B), la mescolanza fra il blues e la canzone celtica o inglese portarono alla musica country, e la fusione della musica hymns e dello spirituals con le strutture tipiche del blues venne chiamato musica gospel. Fu la fusione di questi generi che nei tardi '40 svilupparono il nascente rock and roll che dominò il mercato americano dai primi anni '60.

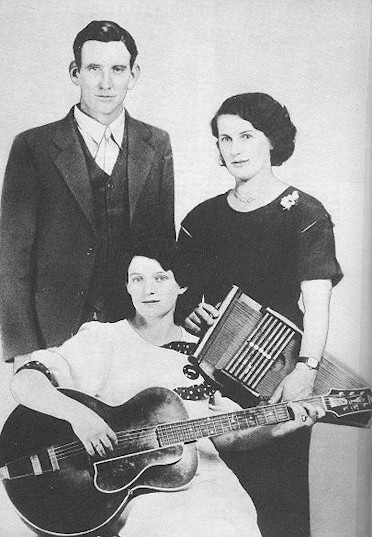
La Carter Family originale nel 1927

La musica country fu inizialmente una miscela di blues afro-americano e spirituals con la musica folk appalachiana, adattata per un pubblico popolare a partire dagli anni '20.Di particolare importanza nello sviluppo del genere furono le arie irlandesi e scozzesi, la musica da ballo, le ballate e lo stile vocale, ma anche la Musica dei Nativi americani, degli spagnoli, dei tedeschi, dei francesi e dei messicani. La strumentazione del primo country era perlopiù composta da fiddle di derivazione europea e da strumenti di derivazione africana come il banjo. Solo più tardi venne aggiunta la chitarra. La musica country usava poi elementi di derivazione africana come il canto e controcanto, la musica improvvisata e ritmi sincopati. Ancora più tardi, in seguito alla popolarità della musica Hawaiiana nei primi del '900 ed all'influenza che ebbero musicisti come Sol Hoopii e Lani McIntyre, divennero comuni nel country, strumenti come l'ukulele e la Steel guitar. Le radici della musica country moderna vengono generalmente fatte risalire al 1927, quando il talent scout Ralph Peer registrò Jimmie Rodgers e The Carter Family. Queste registrazioni sono oggi considerate le fondamenta della musica country moderna. Anche se vi era già in precedenza musica che oggi consideriamo country, come spiega Ace Collins, queste registrazioni ebbero effetti "molto marginali ed inconsistenti" sul mercato musicale americano, e furono solo superficialmente paragonabili a ciò che divenne poi la musica hillbilly. Oltre a Rodgers ed ai Carters, un musicista di nome Bob Wills fu molto influente per i primi sviluppi del western swing, uno stile molto popolare tra gli anni '20 ed i '30 ed è oggi riconosciuto come il maggior responsabile dell'introduzione di influenze jazz nella musica country.
Il Rhythm and blues (R&B) è uno stile musicale sorto tra gli anni '30 e '40, che vede l'impiego di strumentazioni più complesse su ritmiche ed tempi veloce tipici del blues. L'autore Amiri Baraka descrisse il primo R&B come "grandi unità ritmiche che scorrono frastuonanti dietro le urla blues dei cantanti che hanno dovuto gridare per essere sentiti sopra l'echeggiare ed il tambureggiare di vari strumenti elettrificati e delle sezioni di ritmo." Il R&B fu registrato in questo periodo, ma senza essere promosso dalle case di registrazione che credevano non fosse abbastanza morbido per un vasto pubblico, ed in particolari modo per la classe media bianca a causa della liriche suggestive e dei ritmi spinti. Direttori d'orchestra come Louis Jordan furono innovatori nel sound del R&B. l'orchestra di Jordan era caratterizzata da una piccola sezione del corni, una importante strumentazione ritmica ed usava canzoni con tematiche e liriche blueseggianti. Sul finire dei '40 produsse 19 fra le maggiori hit del genere ed aprì la strada ad altri suoi contemporanei come Wynonie Harris, John Lee Hooker e Roy Milton.
Gli spirituals cristiani ed il blues rurale furono le radici da cui nacque quella che oggi viene chiamata musica gospel. Nata intorno agli anni '20, quando le chiese afro-americane caratterizzarono i primi gospel sotto forma di proclami di fedeli che affermano la loro devozione religiosa (testimoniare) in modo improvvisato e spesso musicale. Il gospel moderno si sviluppò grazie al lavoro di compositori, uno dei più importanti dei quali fu Thomas A. Dorsey, che scrissero canzoni basate sugli spirituals familiari e sui hymns, fondendoli con il blues e con ritmiche jazz. Da queste chiese dei primi del '900, la musica gospel si sparse per le campagne, rimanendo associata quasi interamente alle chiese afro-americane che spesso si mescolavano con cori con uno o più solisti.
Il rock and roll è un tipo di musica popolare che si sviluppò originariamente dal country, dal blues e dal R&B. Sicuramente fino ad allora fu il genere più popolare al mondo, ha visto sulle sue origini e sui suoi sviluppi accesi dibattiti. Lo storico della musica Robert Palmer ha notato come le influenze di questo stile siano fra le più disparate, includendo la "battuta afro-caraibica di Bo Diddley", elementi dello swing delle Big Band ed elementi della musica latina come il Son cubano e le ritmiche messicane. Altri autori come George Lipsitz sostengono che il rock and roll sorse nelle aree urbane americane, dove venne a formarsi una cultura operaia poliglotta che elaborò i significati sociali precedentemente espressi in isolamento, trovando una nuova espressione negli ambienti urbani e nel mescolamento dalle musiche blues, country, polka, zydeco e latina.

## Gli anni '50 ed i '60

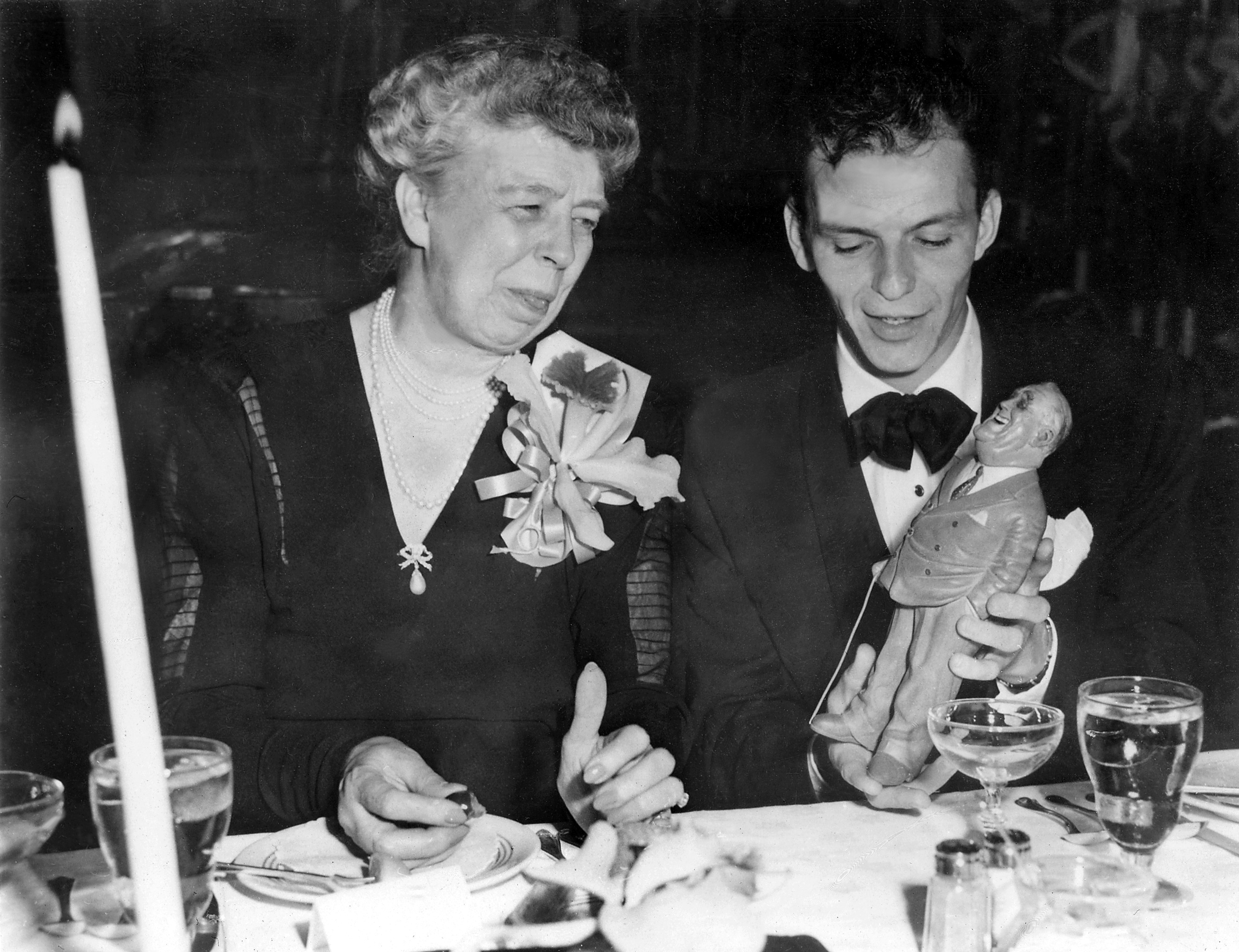
Frank Sinatra con la first lady Eleanor Roosevelt nel 1947

Sulla metà degli anni '20, il country vide un certo numero di cambiamenti molto importanti nella musica popolare americana. In questo periodo, le condizioni della musica leggera evolsero enormemente; i prezzi sempre più bassi delle registrazioni musicali stimolarono la domanda, generando per l'industria discografica profitti sempre più alti. Di conseguenza, la vendita di musica divenne sempre più importante, con il formarsi di una serie di pop star del mainstream che videro una popolarità mai raggiunta in precedenza. Molte di queste prime star erano cantanti di canzoni romantiche italo-americani come Dean Martin, Rudy Vallee, Tony Bennett, Perry Como, Frankie Laine ed il più famoso di tutti fu Frank Sinatra, "il primo ad ingenerare reazioni isteriche tra i suoi fan". Fu lui il primo a rappresentare un antecedente a quella che poi divenne l'era delle teen pop star, che iniziò negli anni '60. In questo periodo molti gruppi definiti Bubblegum pop come The Monkees venivano scelti esclusivamente per l'aspetto estetico e l'abilità nel vendere dischi, senza nessuna considerazione per le abilità musicali. Lo stesso periodo vide però anche l'alba di nuove forme di musica pop destinate a rimanere presenti nel campo di musica popolare americana, come il rock, il soul o il pop-folk. Con il finire dei '60 due diramazioni avevano completamente cambiato il panorama della musica popolare: La nascita delle controculture che si opponevano alla musica mainstream associandosi spesso con l'attivismo sociale e politico, e lo spostamento dai compositori professionisti ai musicisti che erano contemporaneamente cantanti e scrittori di canzoni: i cantautori.

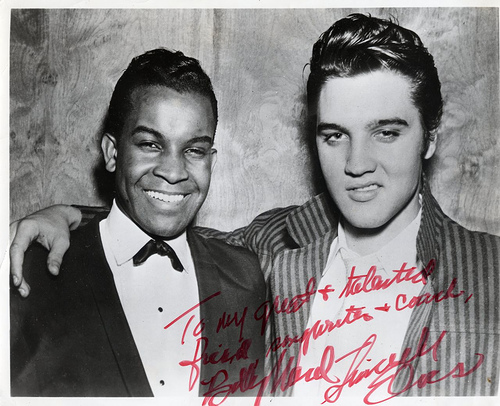
Billy Ward ed Elvis Presley in un'istantanea scattata nel 1955

Il primo stile del rock and roll ad entrare di fatto nel mainstream della musica popolare fu il rockabilly, che fondeva il nascente suono rock con la musica country. I musicisti neri di rock and roll avevano avuto, fino a quel momento, un limitato successo nel mercato mainstream, e solo alcuni osservatori di allora credevano che i musicisti bianchi avrebbero potuto cantare il R&B o il country in modo credibile ed ottenendo successo. Sam Phillips della Sun Records di Memphis in Tennessee, fu l'unico a riconoscere il talento musicale di Elvis Presley, che divenne uno dei musicisti più venduti nella storia della musica, e portò il rock and roll al pubblico di tutto il mondo. Il successo di Presley fu preceduto da quello di "Rock Around the Clock" di Bill Haley, che molti prendono come punto di partenza per quella che oggi chiamiamo l'epoca del rock. Comunque La musica di Haley era “arrangiata maggiormente" e “molto più calcolata" dei “i ritmi più rilassati" del rockabilly, che inoltre non utilizzavano i sassofoni o i cori introdotti da Halley.
La musica R&B rimase estremamente popolare tra i neri per tutti gli anni '50, anche se questo stile non era considerato appropriato per i bianchi e per la classe media nera a causa della sua natura suggestiva. Molti brani di musica R&B furono popolarizzati da musicisti bianchi come Pat Boone, che lo resero più appetibile ad un pubblico ampio ed alla possibilità di entrare nelle classifiche pop. Sul finire degli anni '50 ci fu un'ondata di popolarità per il blues-rock nero e per il R&B con influenze country, ed alcuni musicisti di colore guadagnarono una fama senza precedenti fra gli ascoltatori; fra questi vi erano Bo Diddley e Chuck Berry. In quegli anni i produttori di R&B cambiarono gradualmente opinione riguardo ai progetti basati sul rock come Little Richard e Fats Domino.

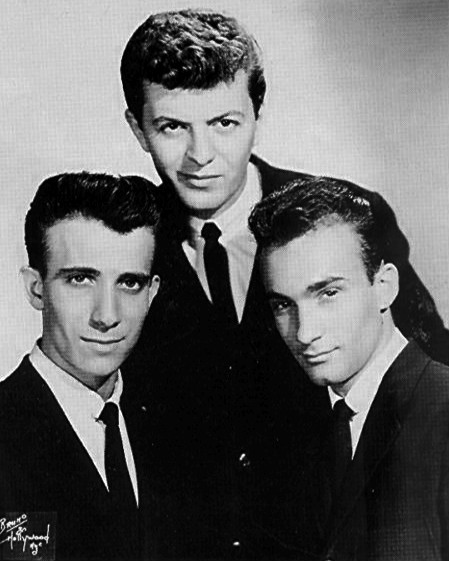
Il gruppo doo wop italo-americano Dion and the Belmonts nel 1960

Il doo wop è un tipo di musica di armonie vocali cantata in gruppo che divenne popolare negli anni '50. Sebbene sia a volte considerata un tipo di rock, il doo wop è più precisamente una fusione di voce R&B, gospel e jazz con strutture blues e pop, ma bisogna anche dire che durante gli anni '60 le linee di demarcazione tra odo wop, R&B ed altri stili fra loro collegati era molto confusa. Il odo wop divenne così il primo stile derivato dal R&B "che prese forma, delineandosi come qualcosa di riconoscibilmente nuovo, differente, strano" Con la crescita di popolarità del odo wop si aggiunsero molte innovazioni come l'introduzione di un cantante basso, pratica che fu introdotta da Jimmy Ricks dei The Ravens. I cantanti di odo wop erano originariamente tutti di colore, ma divennero famosi anche gruppi di bianchi e misti. Tra questi sono da sottolineare gruppi di italo-americani come i Dion & the Belmonts, come anche i gruppi vocali femminili, spesso formati da sole donne come The Queens e The Chantels.
Gli anni '50 videro poi un certo numero di brevi mode che ebbero un grande impatto sulla musica futura. Musicisti come Pete Seeger ed i The Weavers, popolarizzarono una forma di revival vecchio stile della musica anglo-americana. Questo ambito venne poi associato a politiche di sinistra ed al comunismo, che la condusse ad un declino della accettazione di questi artisti, che vennero criticati ed inseriti in "liste nere". Non di meno, queste forme di pop-folk esercitarono una profonda influenza nelle forme di folk-rock degli anni '50 e negli stili correlati. Accanto allo sporadico successo della popolarizzazione della musica folk di matrice inglese, arrivarono una serie di mode incentrate sui balli latini come il mambo, rumba, cha cha cha ed il boogaloo. Sebbene il loro successo fu sporadico e di breve durata, la musica latina continua ad influenzare il rock, il soul ed altri stili, altre a trovare una linea di continuazione nella musica salsa degli anni '70. Intanto nel 1969 si formarono gli Earth, Wind & Fire, a cui va il merito di  vari singoli di successo.

### Country: Il suono di Nashville

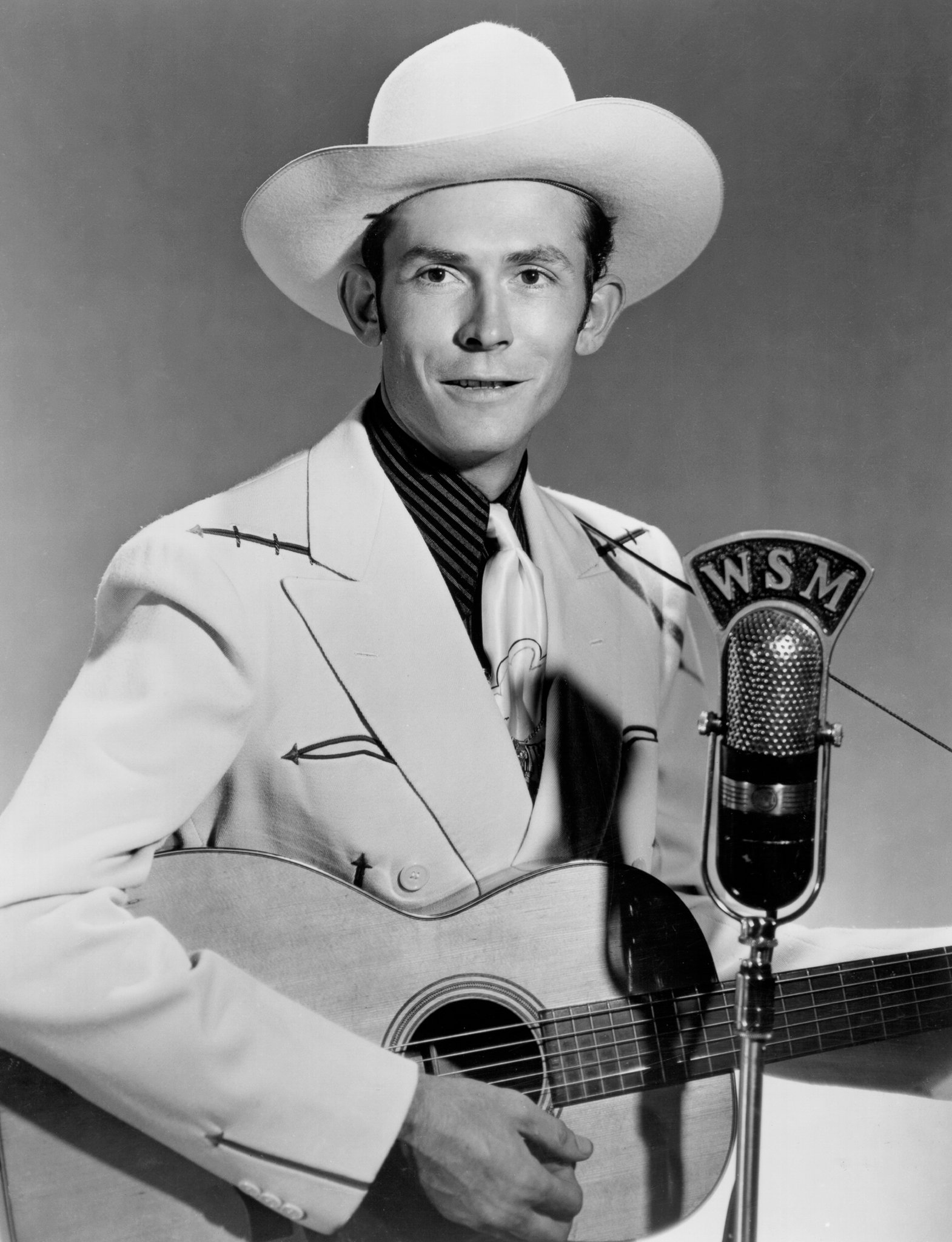
Hank Williams in una foto pubblicitaria della radio WSM, nel 1951

A partire dagli anni '20, uno stile musicale inizialmente chiamato musica old-timey o anche hillbilly iniziò ad essere registrato e diffuso nelle radio rurali del sud e del midwest. I primi artisti includevano the Carter Family, Charlie Poole and his North Carolina Ramblers e Jimmie Rodgers. Inizialmente la diffusione di questo genere fu di carattere regionalistico, ma in seguito agli spostamenti di popolazioni dovuto alla seconda guerra mondiale, il genere iniziò a diffondersi. Il dopoguerra vide l'incremento dell'interesse verso gli stili specialistici che includevano anche il race e l'hillbilly; questi stili furono poi ribattezzati rispettivamente come rhythm and blues ed il country e western. Le major ebbero alcuni successi nella promozione di questi due tipi di country: I nuovi musicisti del sud come Tex Williams o il cantante Frankie Laine, che mescolavano il pop al country in uno stile sentimentale convenzionale. Questo periodo vide poi il sorgere di Hank Williams un cantante country bianco che aveva imparato il blues nel nordest dell'Alabama dal musicista nero chiamato Tee-Tot. Prima della sua morte, Hank Williams registrò 11 singoli che vendettero quasi un milione di copie, affermandosi come un pioniere del Suono di Nashville.
Il suono di Nashville fu un tipo di musica country popolare che sorse negli anni '50, che fondeva il jazz e lo swing delle big bandcon il lirismo dell'honky-tonk country. Il successo popolare delle registrazioni di Hank Williams convinse le major che la musica country potesse arrivare finalmente alle masse. Le compagnie discografiche provarono quindi a spogliare il country dagli elementi ruvidi dello honky-tonk, rimuovendo così il suono rurale che aveva reso famoso Williams. L'industria di Nashville reagì alla nascita del rockabilly di Elvis Presley con un mercato che mescolava il country al pop. Chet Atkins, mente della divisione country della RCA, rese il suono di Nashville più innovativo abbandonando le sonorità ruvide del country, mentre Owen Bradley usò sofisticate tecniche di produzione e strumentazioni più dolci che divennero poi uno standard nel suono di Nashville. All'inizio degli anni '60 il suono di Nashville fu preso a modello da molti altri musicisti tradizionali, che svilupparono altre scene simili come il suono di Lubbock ed il Suono di Bakersfield.
Negli anni '50, il tipo di musica country più ascoltato aveva sonorità riconducibili a Nashville, che aveva uno stile limpido ed orientato verso il pop. Ma molti musicisti preferivano sonorità più dure e più vicine al suono di Lubbock o al suono di Bakersfield, quest'ultimo inventato da musicisti come Wynn Stewart, che utilizzava elementi dello swing dell'ovest e del rock, assieme a ritmiche spezzate e voce honky tonk. Questo stile musicale fu reso celebre da musicisti come Buck Owens e Merle Haggard, che ne seguirono le orme.

### La musica Soul

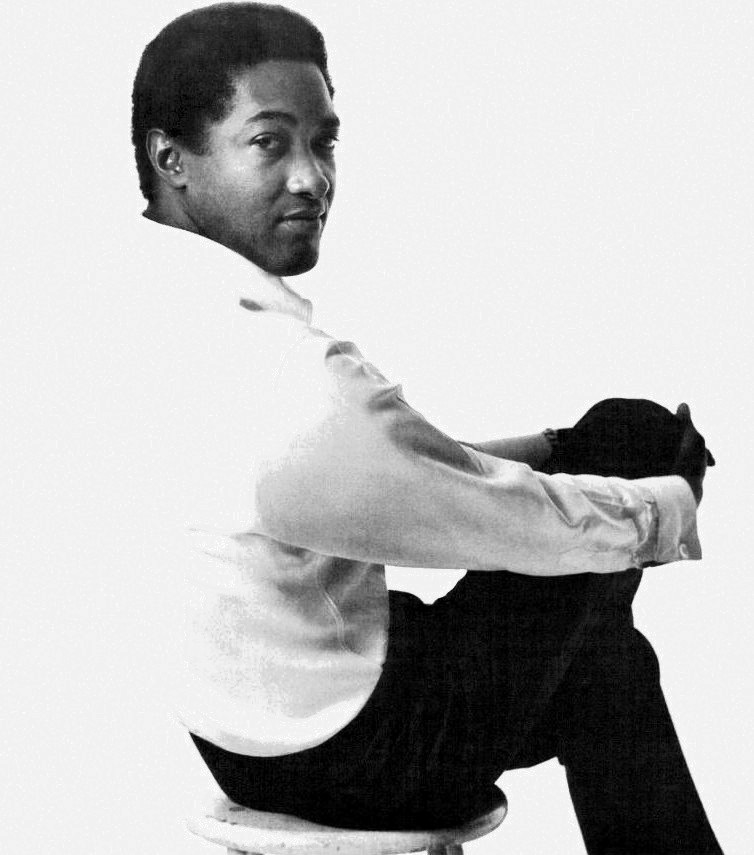
Sam Cooke per Billboard

La musica Soul è una combinazione di R&B e gospel evolutasi durante gli anni '50 negli Stati Uniti. La musica Soul è caratterizzata dall'utilizzo di tecniche gospel con l'applicazione di maggior enfasi nei vocalizzi e l'utilizzo di temi secolari. Le registrazioni degli anni '50 di Sam Cooke, Ray Charles e James Brown sono comunemente considerate lo sviluppo della musica Soul. Le prime registrazioni di Solomon Burke per la Atlantic Records codificarono lo stile e, come sottolinea Peter Guralnick, "fu solo con l'incontro tra Burke e la Atlantic Records che si può vedere qualcosa che assomigli ad un movimento".
La Motown Record Corporation di Detroit nel Michigan, divenne famosa per un tipo di Soul dall'attitudine fortemente pop, apprezzato da un ampio pubblico di ascoltatori. Un importante centro di registrazione di musica Soul fu poi Florence, in Alabama, dove operava il FAME Studios. Jimmy Hughes, Percy Sledge e Arthur Alexander registrarono al FAME Studio e più tardi, negli anni '60, anche Aretha Franklin volle registrare in quella zona.
A Memphis, la Stax Records produsse registrazioni di pionieri del Soul come Otis Redding, Wilson Pickett e Don Covay. Dal 1968 il movimento Soul cominciò a disgregarsi, con James Brown e Sly & the Family Stone che iniziarono ad espandere ed astrarre sia il Soul che il rhythm and blues in altre forme. Guralnick scrisse che la morte di Martin Luther King nel 1968, fu uno degli eventi che determinò la spaccatura dell'era del soul.

### Il rock degli anni '60
Il primo nuovo genere rock degli anni '60 fu la musica surf, di cui fu pioniere Dick Dale. Il surf era un rock perlopiù strumentale e basato sulla chitarra distorta e metallica, e fu associato alla cultura giovanile del surf del sud della California. Dale lavorò con Leo Fender allo sviluppo dell'amplificatore "Fender Showman e ... all'unità di riverbero che avrebbe dato alla musica surf il suono fuzzy che lo contraddistingue"

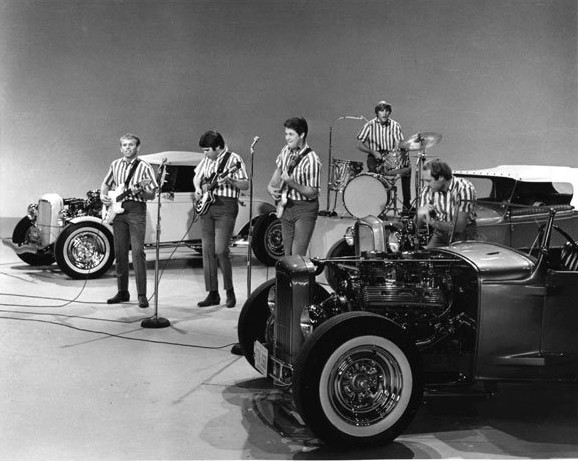
I Beach Boys allEd Sullivan Show negli anni sessanta

Ispirata alle liriche tipiche del surf, se non alle sonorità, i Beach Boys iniziarono la loro carriera nel 1961 con una hit dal titolo Surfin' U.S.A.. Il loro suono non era strumentale, non aveva la stessa impostazione della chitarra, ma fu pieno di "ricchi, densi ed indiscutibili" "vocalizzi fluttuanti, con armonie alla The Four Freshman che cavalcano una carica ronzante e propulsiva". L'autore dei Beach Boys, Brian Wilson sviluppò gradualmente un suono sempre più eccentrico, sperimentando con nuove tecniche da studio di registrazione, tanto da essere poi associato alle nascenti controculture.
La controcultura fu un movimento che includeva attivismo politico, specialmente in opposizione alla guerra del Vietnam ed alla promozione di varie ideali hippie. Gli Hippie erano spesso associati a due generi musicali: Il folk rock ed il country rock di persone come Bob Dylan e Gram Parsons, e il rock psichedelico di gruppi come Jefferson Airplane e The Doors. Questo movimento era strettamente connesso all'esplosione della British Invasion, un'ondata di band del Regno Unito che divenne popolare nel corso degli anni '60, prima con band come the Beatles, the Rolling Stones e The Zombies e più tardi con gruppi come Moody Blues e The Who. Il suono di queste band era abbastanza duro per l'epoca, con i Beatles originariamente conosciuti per le cover di canzoni di autori rock di colore come Little Richard, Chuck Berry, Smokey Robinson, The Shirelles e gli Isley Brothers. éPiù tardi, con lo svilupparsi della controcultura, anche i Beatles iniziarono ad usare tecniche avanzate e strumenti inconsueti come il sitar, aggiungendo anche più originalità ai testi.

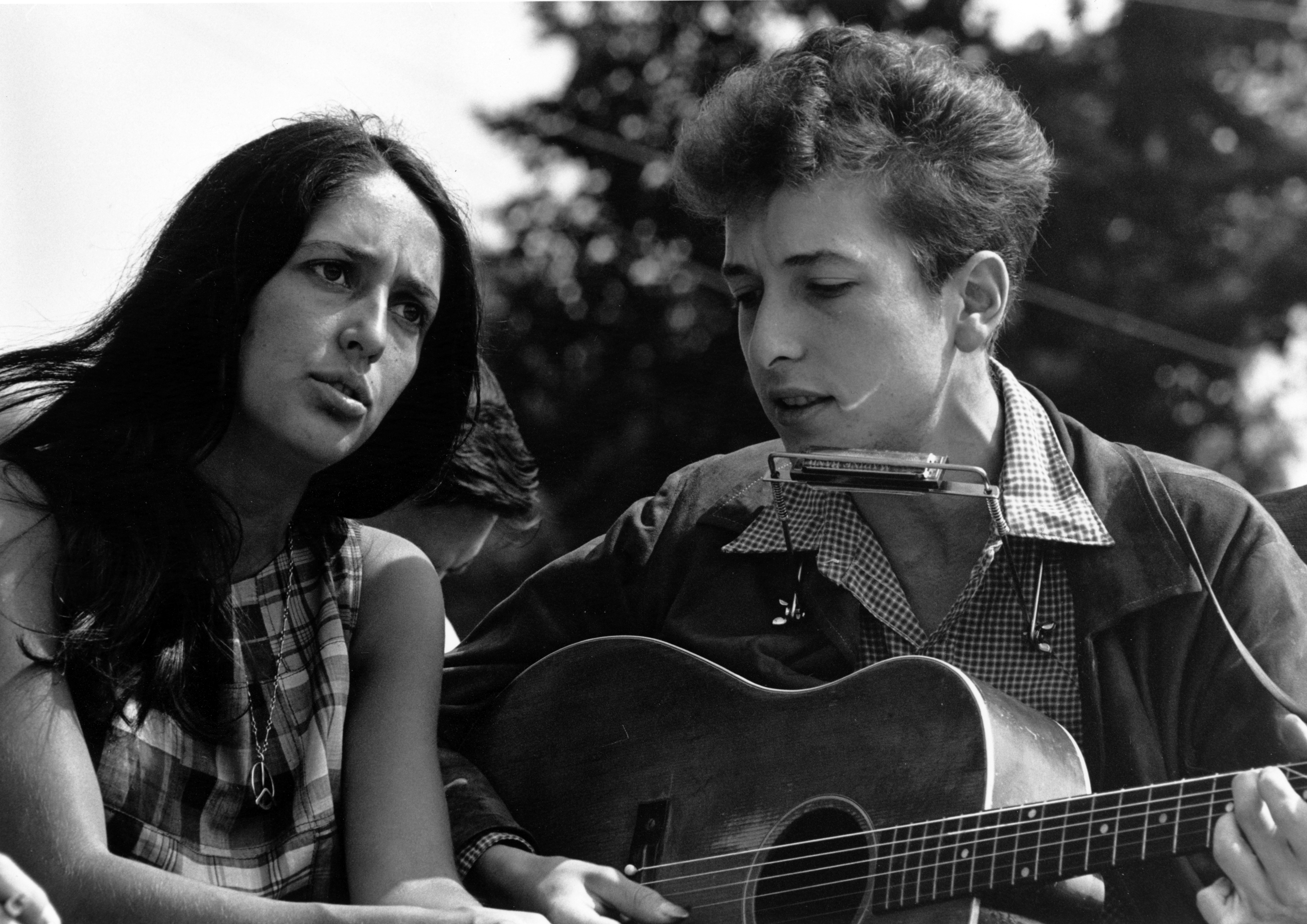
Joan Baez e Bob Dylan

Il folk-rock vide sporadicamente il successo a livello mainstream di gruppi come Kingston Trio ed Almanac Singers, mentre Woody Guthrie e Pete Seeger aiutarono a ridicolizzare politicamente la musica folk rurale dei bianchi. I musicisti popolari come Bob Dylan videro una crescita di consensi verso la metà degli anni '60, fondendo il folk con il rock e consolidando i legami con la nascente scena connessa al movimento per i diritti civili. Dylan aprì la strada ad un certo numero di gruppi country rock come The Byrds e Flying Burrito Brothers, ed a cantautori con orientamenti folk come Joan Baez ed la canadese Joni Mitchell. Comunque, verso la fine del decennio, i cantautori come James Taylor e Carole King mantennero poco la predisposizione a tematiche politiche e sociali, orientandosi su liriche che vertevano di più su una ricerca interiore ed emozionale.
Il Rock psichedelico era un rock duro e guidato dalla chitarra, spesso associato alla città di San Francisco, California. Sebbene i Jefferson Airplane fu l'unico gruppo psichedelico di San Francisco ad entrare nelle classifiche nazionali con brani come Somebody to Love e White Rabbit, i Grateful Dead, con il loro misto di folk, country e bluegrass, "unirono tutti gli elementi della scena di San Francisco e vennero ... a rappresentare la controcultura al resto del paese". I Grateful Dead divennero poi famosi per aver introdotto la controcultura ed il resto del paese alle idee di personaggi come Timothy Leary, specialmente per l'uso dell'LSD a scopi spirituali e filosofici

## Gli anni '70 ed '80
La musica rock si diversificò seguendo i turbolenti cambiamenti politici, sociali e musicali degli anni '60 e dei primi '70. Quello che era formalmente catalogato come rock and roll, evolse in una macro categoria chiamata semplicemente musica rock, un termine ombrello che includerà poi diversi stili musicali come heavy metal, punk rock e qualche volta la musica hip hop. Nel corso degli anni '70, comunque, molti di questi stili non presero parte al mercato delle multinazionali, ma trovarono la loro evoluzione nelle varie scene musicali underground.
I primi anni '70 videro l'affermarsi di un'ondata di cantautori che volgevano lo sguardo a tematiche introspettive, profondamente emotive e testi personalistici, che si ispirava al folk rock degli anni '60. Fra questi vi erano James Taylor, Carole King ed altri, tutti conosciuti per la loro abilita nel comporre testi e liriche. Nello stesso periodo sorse il Southern rock ed il country rock, entrambi generi di matrice blues che espressero gruppi come Allman Brothers Band e Lynyrd Skynyrd. Negli anni '70, si sviluppò poi un genere di rock leggero, una tipologia di semplice, discreto e pregno di pop-rock, esemplificato da un certo numero di band come gli America o i bread, gran parte dei quali sono oggi poco ricordati oggi, ma furono autori di brani da classifica allora. Fra questi vi erano i gruppi da arena rock come i Chicago o i Styx che videro i maggiori successi.

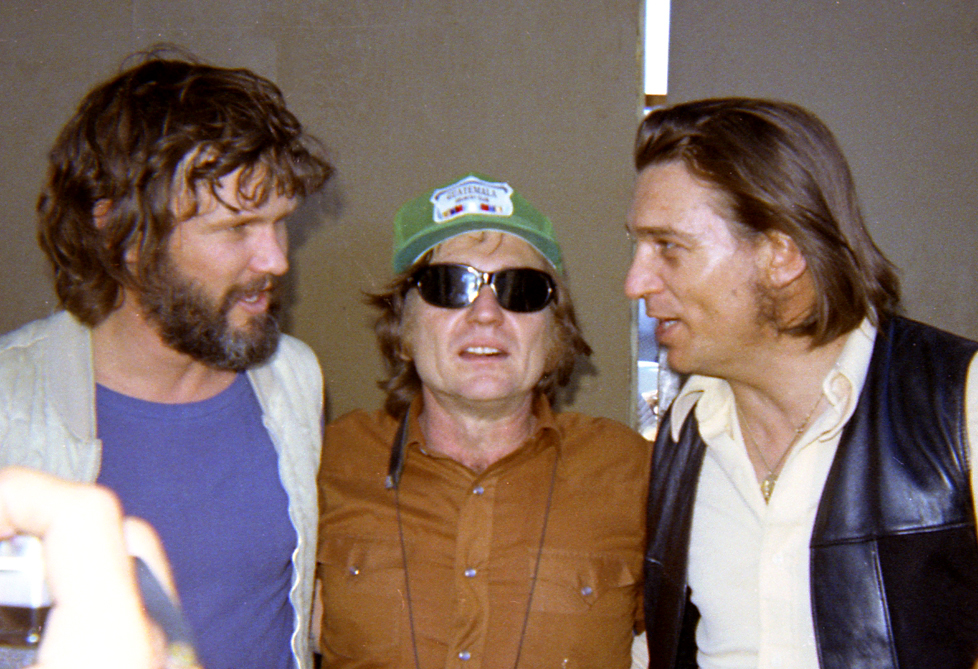
Kris Kristofferson, Willie Nelson e Waylon Jennings alla Dripping Springs Reunion

Sempre all'inizio degli anni '70, sorse un nuovo stile di musica country dal suono ruvido e duro, che divenne presto la forma di country più popolare. Era la outlaw country, un genere che includeva star mainstream come Willie Nelson e Waylon Jennings. L'outlaw country era un sottogenere contraddistinto da un approccio rock, con testi e liriche che dirigevano l'attenzione su tematiche come criminalità, droga ed alcolismo, con esecutori che portavano spesso capelli lunghi, indossavano pelle e cuoio, e sembravano hippies, in contrasto con i precedenti cantanti country, con capelli corti e puliti dei musicisti dal suono di Nashville.
Sulla metà degli anni '70, la disco, una forma di musica da ballo, si sviluppò nei club di dance music underground, per divenire poi mainstream e popolare. La disco raggiunse il suo apice dopo il film La febbre del sabato sera, ed il conseguente successo degli autori della colonna sonora, The Bee Gees. Il periodo della disco, fu comunque breve, e negli anni '80, fu rimpiazzata con vari generi che presero le mosse dal punk rock e dalla new wave. Bruce Springsteen divenne una delle maggiori star tra la fine degli anni '70 e l'inizio degli '80, con liriche dense ed imperscrutabili e canzoni inneggianti che risuonarono tra la classe sia media, che operaia.

### 1970: Il funk ed il soul
Nei primi anni '70 la soul music fu influenzata dal rock psichedelico e da altri stili. I fermenti socio-culturali e politici di quel periodo influenzarono artisti come Marvin Gaye e Curtis Mayfield che realizzarono interi album con commenti e dichiarazioni sociali. Artisti come James Brown invece si indirizzarono maggiormente sulla musica da ballo, che poi evolse verso il funk. Il funk fu poi caratterizzato da band come Parliament-Funkadelic, The Meters e dallo stesso Brown, ma anche da gruppi più versatili come War, i Commodores ed i Earth, Wind and Fire allora molto popolari. Sempre durante i '70 di divennero mainstream e molto comuni gli spettacoli di blue-eyed soul come quelli degli Hall & Oates di Filadelfia oppure band di strada come i The Delfonics o gli Unifics della Howard University.
Sul finire dei '70 il Philly soul, il funk, il rock e molti altri generi musicali venivano costantemente influenzati e contaminati dalle tracce della disco music. In questo periodo gruppi funk come The O'Jays e The Spinners produssero molti brani da classifica. Dopo la fine della disco music nel 1980, la soul decadde gradualmente, per poi subire l'ennesima metamorfosi. Con l'introduzione di influenze della musica electro  e del funk, la soul divenne meno grezza e con produzioni più patinate, trasformandosi in un nuovo genere che presto fu ribattezzato R&B, chiamato anche R&B contemporaneo, per distinguerlo dal rhythm and blues delle origini. E ancora un importante esponente della Musica soul è Ray Charles.

### Disco music
Per il genere Disco music, tra gli anni settanta e gli anni ottanta si sono affermati i Village People e Gloria Gaynor e, sempre in questi anni,  da ricordare anche The Pointer Sisters.

### La nascita dell'underground
Durante gli anni '70, emersero un numero di diversi stili in contrasto radicale con la musica popolare americana più mainstream. Anche cs questo genere non aveva la larga popolarità in senso di vendite delle forme mainstream, furono comunque considerate un esempio di popular music, per le insite differenze con la musica folk e con la musica colta. Nei primi anni '70 gli afro-americani ed i portoricani di New York svilupparono la cultura hip hop, che produssi lo stile musicale denominato hip hop. Più o meno nello stesso periodo, i latini, in particolari modo i cubani ed i portoricani, sempre a New York, apportarono profonde innovazioni alla musica salsa, combinando molte forme di musica latina con il R&B ed il Rock. I generi del punk rock e dell'heavy metal furono più attentamente associati al Regno Unito degli anni '70, mentre molti americani evolsero più tardi nei '70 e negli anni '80. Nel frattempo a Detroit venne a formarsi lentamente una serie di generi di musiche elettroniche come la house music o la techno, che divennero più tardi la parte più consistente della musica popolare mondiale.

### Calypso
Riguardo al genere musicale calypso, nel XX secolo, si è distinto Harry Belafonte

### Il punk e l'alternative rock

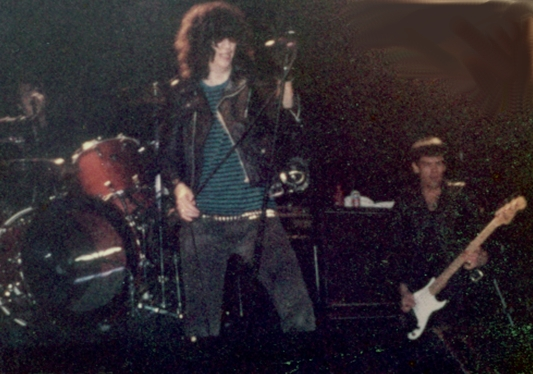
Joey e Dee Dee Ramone in concerto, 1983

Il punk fu un tipo di musica di protesta e di ribellione che nacque negli anni '70 come reazione alla musica popolare di quel periodo - in particolari modo la disco music che veniva vista da questi autori come insipida e senza ispirazione. Il punk discende da band americane come Velvet Underground, The Stooges ed i New York Dolls. Il punk veniva suonato ad alto volume, con aggressività e generalmente in modo semplice, richiedendo agli esecutori solo nozioni musicali semplici e di base. Più tardi nel decennio, band inglesi come Sex Pistols e The Clash trovarono fama di breve durata a casa e, in misura minore, negli Stati Uniti. I gruppi americani di questo ambito includevano tra i più famosi i Ramones, ma venivano spesso associati al punk anche i primi Talking Heads, che ne esprimevano una versione più "intellettuale", prima di essere associati alla new wave. Altri importanti esponenti furono Blondie, Patti Smith e Television. Molte di queste band diedero il loro apporto a ciò che fu poi chiamato il "ground zero" del punk rock, ossia il club chiamato CBGB's. I piccoli club di New York sfociarono poi nel festival del 1975 da cui emersero le "40 migliori band senza registrazioni", tra cui le band citate in precedenza: The Ramones, Sex Pistols, Blondie ed altre simili.
L'Hardcore punk fu la risposta dei giovani americani alla esplosione globale della scena punk rock della fine dei '70. I primi gruppi hardcore americani si spogliano delle tendenze elitarie ed intellettualistiche di alcuni gruppi punk rock e new wave, con brani spesso brevi, veloci e distorti, i cui testi parlano ad una gioventù ostile. L'hardcore esplose nelle metropoli americane come Los Angeles, Washington, DC, New York e Boston e gran parte delle città americane ebbero la loro scena locale fino alla fine degli anni '80
L'alternative rock è invece un diverso raggruppamento di gruppi rock, che si svilupparono in America dalla scena Hardcore degli anni '80, mantenendo uno statuto politico di aperta opposizione alla logica del mercato mainstream. I sottogeneri che si svilupparono nel decennio, includono l'indie rock, Gothic rock, noise rock, grunge, college rock ed altro ancora. Molte delle band cosiddette alternative, avevano in comune il debutto nella scena punk, il quale aveva posto le basi per musica underground ed alternativa degli anni '70. Anche se questo genere è considerato parte del rock, spesso gli stili che lo compongono pescano ispirazioni di matrice folk americana, reggae e jazz. Come il punk e l'hardcore, il rock alternativo ebbe un cospicuo successo mainstream nell'America degli anni '80, ma con il lavoro incessante di tour, college radio, fantine e passaparola, le bande alternative hanno posto le fondamenta per l'innovazione del genere nella coscienza pubblica americana nel decennio successivo.

### Blues
Tra il XX e il XXI secolo il genere musicale del Blues trova un importante esponente in B.B. King, chitarrista di fama internazionale.

## Gli anni '90
Forse il più importante cambiamento della musica popolare americana degli anni '90 fu il sorgere dell'alternative rock attraverso la popolarità ottenuta dalla musica grunge. Questo movimento era formato da gruppi esplicitamente anti-mainstream che aumentarono la loro fama nel corso dei primi anni del decennio. Il genere, nei suoi primi sviluppi era principalmente promosso dalla Sub Pop Records, una società fondata da Bruce Pavitt e John Poneman. Tra i primi gruppi significativi che firmarono per l'etichetta vi furono i Green River (due membri dei quali presero poi parte ai Pearl Jam), i Sonic Youth (anche se non erano una band grunge, ebbero una notevole influenza sulle band grunge, tanto che fu grazie all'insistenza di Kim Gordon se i Nirvana firmarono poi per la David Geffen Company) ed i Nirvana. Il grunge è un sottogenere dell'alternative rock con un suono "basato su chitarre fangose, scure e sanguinanti", delineato sull'heavy metal, sul punk e su elementi di band come i Sonic Youth ed al loro uso non convenzionale di ribaltamento della canzone pop. Il grunge divenne commercialmente di successo tra il 1991 ed il 1994. Band di città degli Stati Uniti del Nord-Est del Pacifico come Seattle o Washington furono responsabili della creazione e della diffusione ad un pubblico maistream del grunge. Più tardi gruppi post-grunge come Foo Fighters e Creed alleggerirono le sonorità rendendole più radiofoniche e diverse dal grunge a cui si ispiravano. Negli anni novanta conobbero la propria affermazione artistica e commerciale anche i Red Hot Chili Peppers, che proposero al pubblico una fusione inedita di rock, rap e funk.
Anche gruppi Pop punk come Green Day, The Offspring e Blink-182 arrivarono alla popolarità. Nella seconda metà degli anni novanta fu la volta del Nu metal da cui sorsero band come Linkin Park, Korn, Limp Bizkit, P.O.D., Papa Roach e Slipknot. La cultura indipendente produsse invece generi dell'underground come il lo-fi (Beck, Sparklehorse, Guided By Voices), il math rock (Slint, Shellac) ed il post rock (Mogwai, Explosions in the Sky). L'Emocore ed il Post-hardcore divennero più conosciuti con gruppi come At the Drive-In ed i Fugazi.
Il Gangsta rap è invece un tipo di hip hop più radicalmente caratterizzato da testi incentrati su tematiche maschiliste, e su immagini fisiche e pericolose della criminalità. Inaugurato alla fine degli anni ottanta dal gruppo di Compton N.W.A, fu reso celebre nel decennio successivo dai rapper Tupac Shakur e The Notorious B.I.G..
E ancora, nel XX secolo, per quanto riguarda la direzione d'orchestra ricordiamo l'importante figura, affermatasi a livello internazionale, di Leonard Bernstein. Nel XX secolo ricordiamo, inoltre, la figura del compositore Leroy Anderson, noto anche per il particolare brano strumentale The Typewriter (1950), utilizzato anche nei film. e di Samuel Barber.
Tra il XX e il XXI secolo si affermano Earl Scruggs, leggenda della musica bluegrass e della musica country e Marilyn Manson.
Importante esponente del genere pop è stato Michael Jackson. Tra le cantanti di maggior successo, in diversi generi musicali,  ricordiamo Mariah Carey, con canzoni di successo come Without You (1994), Luther Vandross, Selena, nota esponente della cosiddetta musica Tex-Mex e per il pop latino e la dance pop spicca Jennifer Lopez e ancora tra le cantanti note Madonna.